# 바랏푸르 (네팔)
바랏푸르(네팔어: भरतपुर महानगरपालिका, 영어: Bharatpur)는 네팔 중남부, 치트완 현의 현청 소재지이다.

## 개요
치트완 계곡에 위치하고 있으며 옛 도시인 나라얀가트를 포함한다. 2005년 추계는 인구는 125,112명으로 네팔 제 7의 도시이다. 바랏푸르는 가장 빠르게 성장하는 도시 중 하나이다. 나라야니 강 기슭에 펼쳐져 치트완 현과 중앙 네팔의 상업 중심지가 되고 있다. 동서를 잇는 마헨드라 고속도로 중간에 남북으로 연결하는 카트만두 - 비르간지 간선 도로의 중간 지점에 위치한다.
바랏푸르에서 카트만두까지 146km, 포카라까지 126km, 부트왈까지 114km, 비르간지까지 128km, 헤토우라까지 78km, 고루카까지 67km 정도 거리의 지리적 중요성을 보여주고 있다. 도로 사정의 장점 이외에, 바랏푸르에서 비행기로 카트만두와 포카라에서 매일 정기편이 운항하고 있다.
쇼핑 지역은 대부분 이전 나라얀가트에 있다. 반면 기관과 대형 병원, 대학은 바랏푸르에 있다. BP 코이랄라 노리 기념 암 병원(B.P Koirala Memorial Cancer Hospita)도 여기에 있다.
바랏푸르의 경제는 전통적으로 농업에 기초를 두어 오다가, 농지는 점차 공업 지역과 주거 지역으로 바뀌어 갔다. 바랏푸르의 주요 산업은 소규모 가공업이다. 다수의 닭고기 가공 공장이 도시로 발전하여, 전국 수요의 60%를 조달하고 있는 것으로 알려져 있다. 또한 상당량의 닭고기는 수출되고 있다. 그 외, 버섯, 꿀, 화초 재배, 서비스 산업(교육과 의료)이 한창 발전하고 있다.
치트완 현은 식량 공급 지역으로 간주되며 바랏푸르에서 가공되어 카트만두, 포카라 다른 대도시에 공급된다. 한편, 코카콜라와 산미겔 같은 다국적 기업도 시내에 본사를 두고 있다. 많은 기업이 이 도시를 거점으로 하고 있다. 중앙에 위치와 바랏푸르 사거리가 도소매 상업 기능을 강화하고 있다.

## 관광
- 치트완 국립공원 : 지금까지 "로얄 치트완 국립공원"으로 알려진 자연 보호 공원으로 유네스코 세계 유산에 등록되어 있다.
- 나라얀가트 : 쇼핑뿐 아니라 호텔, 여관 등의 숙박 시설과 레스토랑을 갖추고하고 있으며, 교통이 편리하다.
- 데부가트 (Devghat) : 힌두교의 성지 중 하나로, 나라야니 강과 칼리 강이 만나는 위치에 있다. 시내에서 7 km 위치에 있다.